# Plazmon (biologia)
Plazmon – ogół genów (plazmogenów) występujących w komórce, poza jej jądrem (tj. w mitochondriach i plastydach).